# وليام رينشو
وليام رينشو (بالإنجليزية: William Renshaw)‏ مواليد 3 يناير 1861 في وركشير، المملكة المتحدة - الوفاة 12 أغسطس 1904 في دورست، كان لاعب كرة مضرب إنجليزي وكان يلعب باليد اليمنى. كما أنه أحد أبطال الجراند سلام. أعلى تصنيف له في الفردي كان المركز الـ 1 في سنة 1881.

## بطولات حققها
- بطولة ويمبلدون

## النهائيات

### الفردي (الألقاب 7, الوصافة 1)
| الحصيلة | السنة | البطولة      | المنافس في النهائي | النتيجة في النهائي      |
| ------- | ----- | ------------ | ------------------ | ----------------------- |
| الفوز   | 1881  | ويمبلدون     | جون هارتلي (تنس)   | 6–0, 6–1, 6–1           |
| الفوز   | 1882  | ويمبلدون (2) | إرنست رينشو        | 6–1, 2–6, 4–6, 6–2, 6–2 |
| الفوز   | 1883  | ويمبلدون (3) | إرنست رينشو        | 2–6, 6–3, 6–3, 4–6, 6–3 |
| الفوز   | 1884  | ويمبلدون (4) | هربرت لاوفورد      | 6–0, 6–4, 9–7           |
| الفوز   | 1885  | ويمبلدون (5) | هربرت لاوفورد      | 7–5, 6–2, 4–6, 7–5      |
| الفوز   | 1886  | ويمبلدون (6) | هربرت لاوفورد      | 6–0, 5–7, 6–3, 6–4      |
| الفوز   | 1889  | ويمبلدون (7) | إرنست رينشو        | 7–5, 6–2, 4–6, 7–5      |
| الوصافة | 1890  | ويمبلدون     | ويلوبي هاملتون     | 8–6, 2–6, 6–3, 1–6, 1–6 |

## روابط خارجية
- وليام رينشو على موقع رابطة محترفي التنس (الإنجليزية)
- وليام رينشو على موقع قاعة مشاهير كرة المضرب الدولية (الإنجليزية)
- وليام رينشو على موقع أرشيف التنس.كوم (الإنجليزية)